# سامویلوفکا (باشقیرستان)
سامویلوفکا (انگلیسی: Samoylovka, Republic of Bashkortostan) یک شهرک در شهرستان ملئوزوفسکی استان باشقیرستان کشور روسیه است.